# Chloor-41
Chloor-41 of 41Cl is een radioactieve isotoop van chloor. De isotoop komt van nature niet op Aarde voor.
Chloor-41 ontstaat onder meer bij het radioactief verval van zwavel-41 en zwavel-42.

## Radioactief verval
Chloor-41 vervalt door β−-verval naar de radio-isotoop argon-41:
{\displaystyle {\ce {{^{41}_{17}Cl}->{^{41}_{18}Ar}+{e^{-}}+{\bar {\nu }}_{e}}}}
De halveringstijd bedraagt 38,4 seconden.
28Cl · 29Cl · 30Cl · 31Cl · 32Cl · 33Cl · 34Cl · 34mCl · 35Cl · 36Cl · 37Cl · 38Cl · 38mCl · 39Cl · 40Cl · 41Cl · 42Cl · 43Cl · 44Cl · 45Cl · 46Cl · 47Cl · 48Cl · 49Cl · 50Cl · 51Cl